# Pebbles Picapiedra
Pebbles Picapiedra (Pebbles Flintstone en inglés y Pebbles Picapiedra-Mármol de adulta) es un personaje de la serie Los Picapiedra, la hija pelirroja de Pedro y Vilma con su característico moño que nació cerca del final de la tercera temporada. Ella es más conocida en su forma infantil del programa de televisión animado Los Picapiedra, aunque también ha aparecido en varias otras etapas, incluso cuando era una adolescente en el spin-off de la década de 1970 The Pebbles y Bamm-Bamm y como adulta en tres películas hechas para la televisión. Pasó la mayor parte de su tiempo con Bam-Bam Mármol. Pebbles y Bamm-Bamm eran los mejores amigos cuando eran niños, se convirtieron en novios en la adolescencia, y con el tiempo se casaron y tuvieron sus propios hijos como adultos (el apodo de Pebbles a Bamm-Bamm cuando son adultos es "Bammer").
Pebbles vivía en la ciudad prehistórica de ficción de Piedradura, un mundo donde los dinosaurios coexistieron con cavernícolas y disfrutó las versiones "primitivas" de las comodidades modernas, como el teléfono, automóvil y lavadora.

## Biografía del Personaje Ficticio
Según la edición de Guía TV del 22 de febrero de 1963 Pebbles nació en el hospital de Bedrock (Rockapedic) el 22 de febrero de 10.000 a. C. (aunque ese año en particular nunca fue citado en el espectáculo en sí, la mayoría de las versiones de la serie ponen a los Picapiedra alrededor de 1.000.000 a. C.).
Cuando todavía era una bebé, los vecinos de al lado de Los Picapiedra, los Mármol adoptaron a Bamm-Bamm; Pebbles y Bamm-Bamm rápidamente se convirtieron en los mejores amigos de toda la vida.
Como preadolescente, Pebbles fue una excelente jugadora de béisbol, lo que la llevó a un accidente que involucró a su padre Pedro (como se ve en el programa especial The Flintstones: Un entrenador de primera).
Cuando era una adolescente, Pebbles y Bamm-Bamm se convirtieron en novios; ellos vivieron junto a sus amigos, Wiggy, Moonrock y Penny, varias desventuras, debido principalmente a compartir la afición de su padre por los planes que inevitablemente serían contraproducentes (como causar una huelga de los empleados de la ciudad de Bedrock cuando fue elegido alcalde honorario por una semana).
Ella y sus amigos asistieron a la escuela, (Bedrock High School); Pebbles también tenía una frase similar a la de su padre: "Yabba-Dabba-Doozie!".
Como adulta, Pebbles trabaja en la publicidad y se casó con Bamm-Bamm. Después de esto, la pareja de recién casados se mudó a Hollyrock (una versión ficticia prehistórico de Hollywood, California). Con el tiempo tuvieron un hijo llamado Chip y una hija llamada Roxy (que eran mellizos).

## Cronología
A través de las diversas versiones de los Picapiedra, la edad de Pebbles (y Bamm-Bamm) ha variado ampliamente; aparece como una adolescente en un spin-off y, como una niña otra vez en la siguiente. Sin embargo, dispuestos aproximadamente en orden cronológico, los aspectos que Pebbles ha tenido son los siguientes:

### Niña
- The Flintstones - (TV 1960)
- The Man Called Flintstone - (Película de 1966)
- The New Fred and Barney Show - (TV - 1979)
- The Flintstones' New Neighbors - (Especial de TV - 1980)
- The Flintstones: Fred's Final Fling - (Especial de TV - 1980)
- The Flintstones: Wind-Up Wilma - (Especial de TV - 1981)
- The Flintstones: Jogging Fever - (Especial de TV - 1981)
- A Flintstones Christmas Carol - (Película - 1994)
- Cave Kids (TV - 1996)

### Adolescente
- A Flintstone Christmas - (Especial de TV - 1977)
- The Flintstones: Little Big League - (Especial de TV - 1978)

### Joven
- The Pebbles and Bamm-Bamm Show (TV - 1971)
- The Flintstone Comedy Hour (TV - 1972)
- The Flintstone Comedy Show (TV - 1980)

### Adulta
- I Yabba-Dabba Do! (Película - 1993)
- Hollyrock-a-Bye Baby (Película - 1993)
- A Flintstone Family Christmas - (Especial de TV - 1994)

### Otros Medios
- The Flintstones (Película de acción real - 1994)

### Cameos
- Soy la Comadreja (TV - 1998)
- Harvey Birdman el Abogado (TV - 2000)
- Scooby-Doo! Mystery Incorporated (TV - 2010)

### Videojuegos
- The Flintstones: The Rescue of Dino & Hoppy (NES - 1991)
- The Flintstones: Surprise at Dinosaur Peak (NES - 1993)

## Comercialización del personaje
En 1963, cuando Hanna Barbera decidió añadir un bebé a la serie, su primera opción era un niño. Cuando Ideal Toy Company oyó esto, los ejecutivos de la compañía se acercaron a Hanna Barbera, con una propuesta para cambiar el carácter del bebé a una niña para que la fabricante de juguetes pudiera crear una muñeca, y Hanna Barbera así lo acordó.
Pebbles (niña) se ve a veces en los diversos comerciales que se han producido en los últimos años (cereales como Fruity Pebbles y cacao Pebbles de la marca Post, por poner un ejemplo), y también la empresa Bayer fabricó las vitaminas para niños "Flintstones", que aparece su imagen junto con la de su padre en los paquetes.
- Datos: Q6270587
- Multimedia: Pebbles Flintstone / Q6270587